# Transfert (film 2018)
Transfert è un film del 2018 diretto da Massimiliano Russo all'esordio nella regia. Un thriller psicologico che segue la storia di Stefano, un giovane psicoterapeuta che sta lavorando ai suoi primi casi.

## Trama
La storia racconta di Stefano Belfiore, uno psicologo perspicace e molto empatico con dei pazienti particolari. L’inesperto dottore si trova ad affrontare le problematiche di pazienti molto difficili, che arriveranno ad interferire con la sua vita e con quella degli altri pazienti. Questa situazione spinge Stefano a chiedere l’aiuto al suo supervisore, Giovanni (Rosario Pizzuto). Fino a quando non gli si presenta il caso di due sorelle che vanno in analisi convinte, ognuna per la sua parte, che sia l'altra ad averne bisogno. Non sarà facile per lui confrontarsi con le loro tensioni emotive. Fra passato e presente si dispiega il drammatico racconto della malattia di Stefano: tutto rimane in bilico, sulla soglia dell’ambiguità, fino a una conclusione drammatica e rivelatoria. Lo spettatore, disilluso davanti a certezze che aveva costruito durante lo svolgimento del racconto, si trova spiazzato da un finale che disvela un’intima riflessione sull’approccio precoce ai metodi psicanalitici; soprattutto, sulla caducità dell’umano, sulla precarietà delle conoscenze e delle sicurezze, sulla normalità dell’a-normale e della malattia. Pone domande irrisolte.

## Distribuzione
Il film è stato presentato in concorso alla 64ª edizione del Taormina film festival, dove ha ottenuto il premio per il Migliore attore protagonista conferito ad Alberto Mica. Successivamente il film ha ottenuto il premio per la miglior sceneggiatura al 21° Lenola international film festival conferito a Massimiliano Russo, e il premio come migliore opera prima al VIII Etnacomics film festival. Transfert è stato distribuito nelle sale cinematografiche italiane a partire dal 10 maggio 2018.

## Colonna sonora
La colonna sonora è stata composta da Ray Hermanni Lewis, qui all'esordio come compositore cinematografico, ed è stata pubblicata all'interno dell'album Transfert per Apple Music, Spotify e Dezzer il 10 agosto 2022. Alcune composizioni addizionali sono state composte da Giulio Fodale e Mario Giuffrida. 

Locandina del film

## Riconoscimenti
- 64° Taormina film fest
  - Miglior attore (Alberto Mica)
- European Cinematography Awards
  - Best Indie film
- VIII Etnacomics
  - Miglior regista (Massimiliano Russo)
- 21° Lenola international film festival
  - Miglior sceneggiatura (Massimiliano Russo)